# San Lorenzo all'Arco Stillante
San Lorenzo all'Arco Stillante, även benämnd Sancti Laurentii post Sanctum Gregorium, var en kyrkobyggnad i Rom, helgad åt den helige martyren Laurentius. Kyrkan var belägen i närheten av dagens Viale delle Terme di Caracalla och Via di Valle delle Camene i Rione Ripa.

## Kyrkans historia
Kyrkans första dokumenterade omnämnande förekommer i en bulla, promulgerad av påve Paschalis II år 1115; kyrkan beskrivs som "in urbe Roma ecclesia S. Laurentii de....quae est iuxta arcum stillantem....in regione scole Grece".
Tillnamnet ”Arco Stillante” avser antikens Arcus Stillans, en av bågarna i akvedukten Aqua Marcia. Arcus Stillans gick över Via Appia vid Porta Capena. Stillans kommer av latinets stillo, ”droppa”, vilket innebär att Arcus Stillans betyder ”den droppande bågen”.
Kyrkans namn saknas i kyrkoförteckningar från 1300-talet och framåt, vilket får Ferruccio Lombardi att dra slutsatsen att kyrkan revs under 1200-talet eller senast i början av 1300-talet.

## Omnämningar i kyrkoförteckningar
| Katalog              | År         | Benämning                    |
| -------------------- | ---------- | ---------------------------- |
| Il Catalogo Parigino | cirka 1230 | s. Laurencius post Gregorium |